# Беньямини, Йоав
Йоав Беньямини (англ. Yoav Benjamini; ивр. יואב בנימיני‎; родился 5 января 1949 года, Израиль) — израильский экономист и статистик, соавтор метода Беньямини-Хохберга. Профессор Тель-Авивского университета, член Израильской академии естественных и гуманитарных наук (2015), иностранный член НАН США (2020). Лауреат премии Израиля (2012).

## Биография
Среднее образование получил в Еврейской реальной школе в Хайфе, военную службу проходил в Нахале.
В 1973 году получил степень бакалавра наук по математике и физике, а в 1976 году степень магистра наук по математике в Еврейском университете в Иерусалиме. В 1981 году получил степень доктора философии по статистике в Принстонском университете.
Преподавательскую деятельность он начал ещё в период учёбы в качестве преподавателя математического факультета в Еврейском университете в Иерусалиме в 1973—1976 годах, научный сотрудник Центра экологических исследований и факультета статистики Принстонского университета в 1976—1980 годах, ассистент-профессор на факультет статистики и аналитического центра Уортонской школы бизнеса Пенсильванского университета в 1980—1981 годах. Затем аспирант, лектор, старший лектор, ассоциированный профессор в 1981—2000 годах, заведующий кафедры статистики в 2003—2006 годах, глава статистического подразделения консалтинга в 2006—2011 годах на факультете статистики Школы математических наук Тель-Авивского университета.
В настоящий момент является полным профессором на факультете статистики Школы математических наук Тель-Авивского университета с 2000 года, профессор кафедры имени Нейтана и Лили Сильвера прикладной статистики с 2009 года, членом Центра биоинформатики имени Эдмонда Сафра с 2009 года, членом Школы нейронауки Сагола с 2010 года.
Являлся приглашённым ассистент- и ассоциированным профессором Уортонской школы бизнеса (соотв. в 1985—1987, 1993), приглашённым профессором Калифорнийского университета в Беркли (2011) и Стэнфордского университета (2012), вице-президентом в 2001—2003 годах, президентом в 2007—2009 годах Израильской статистической ассоциации, членом центрального комитета Национального совета статистики в 2007—2010 годах.
Научный вклад.
В статье 1995 года Йоав Беньямини и Йозеф Хохберг предложили вместо контроля над групповой вероятностью ошибки первого рода выполнять контроль над ожидаемой долей ложных отклонений среди всех отклоненных гипотез. Его работа 1995 года «Контроль доли ложных отклонений: практический и эффективный подход к многократному тестированию» в 2005 году вошла в топ-25 самых цитируемых по статистике.
Йоав Беньямини женат, отец троих детей.